# Shocking Truth
Shocking Truth (Verità sconvolgente) è un documentario del 2000 della regista svedese Alexa Wolf sul mondo della pornografia.
La Wolf ha presentato questo documentario nel 2000 al Parlamento svedese in occasione di un dibattito che lo stesso aveva condotto sul tema della pornografia.
In Svezia il documentario ha prodotto un acceso confronto tra l'opinione pubblica, spingendo anche una quindicina di autori, tra giornalisti e persone legate al mondo del porno, a scrivere un'antologia di brevi saggi sull'argomento. Il titolo dell'antologia, pubblicata nel 2000 a pochi mesi di distanza dal documentario, è Shocking Lies: Sanningar om lögner och fördomar i porrdebatten ("Menzogne sconvolgenti: Verità, bugie e pregiudizi nei dibattiti sul porno").

## Contenuti
Il documentario affronta i retroscena del mondo del porno, passando in rassegna le storie di attori e attrici che vi lavorano. Il lavoro della Wolf mette in luce i drammi e le violenze che spesso contornano il mondo degli attori porno, dai traumi e gli abusi sessuali che segnano spesso l'infanzia degli attori fino alle violenze subite sul set, dove vigono ritmi di lavoro devastanti e spesso debilitanti per la salute fisica dei protagonisti oltre che casi di omissione di soccorso per danni (emorragie e ferite) subiti durante le riprese di scene hard di fisting e doppia penetrazione. Alexa Wolf si concentra soprattutto su quegli attori che, non essendo star del cinema pornografico, sono sottoposti a turni di lavoro stressanti e ad un sovraccarico di stress fisico e psicologico. La tesi del documentario è avallata da interviste ad attori ed attrici, oltre a quelle rilasciate dai produttori e registi del porno.
Nonostante la copertura mediatica sui giornali stranieri, il documentario ha una diffusione quasi inesistente. Ad oggi è difficile reperirlo sui grandi siti di distribuzione.